# Kuivarahu
Kuivarahu är ett rev i Moonsund utanför Estlands västkust. Den ligger i Ridala kommun i Läänemaa, 100 km sydväst om huvudstaden Tallinn. Kuivarahu är långsträckt och låglänt, tidvis översvämmat vid lågvatten. Revet ligger söder om ön Rukkirahu, sydväst om byn och färjeläget Rus och norr om ön Sõmeri.